# Aleurodiscus penicillatus
Aleurodiscus penicillatus är en svampart som beskrevs av Burt 1918. Aleurodiscus penicillatus ingår i släktet Aleurodiscus och familjen Stereaceae.   Inga underarter finns listade i Catalogue of Life.